# Jordi Arcarons
Jordi Arcarons Armenteras (Vic, provincia de Barcelona, 6 de junio de 1962) es un expiloto de rallies español, participante en 17 ocasiones del Rally Dakar.

## Carrera deportiva
Es piloto de rallies, especialista en enduro y rally raid, empezando a competir localmente en el campeonato nacional de enduro.
Empezó a competir en el Rally Dakar en la edición 1988 con  una moto Merlin, sin embargo tras buenas actuaciones se unió a la escudería Cagiva logrando sus primeros podios.
En el Rally Dakar de 1994 tuvo un duelo por el título con su compañero de equipo Edi Orioli, pese a ganar 6 etapas, fue subcampeón en motos, con la diferencia más ajustada de la historia del Dakar hasta el 2021, siendo superado por 1 minuto y 13 segundos.
Ha participado también en diversas pruebas de motos de agua, llegando a ser campeón de la Copa del Mundo de su especialidad en 1998.
En 2002 participo por primera vez en autos en el Rally de Valladolid, junto a Lucas Cruz de copiloto con el equipo de Ford, quedando en la posición número vigésimo tercera.
En 2011, tuvo su regreso y ultima participación del Rally Dakar, con la escudería Honda, compartiendo equipo con la piloto Laia Sanz, completando la carrera.
Tras retirarse de la competición, Arcarons se ha mantenido ligado al mundo del motor como asesor y entrenador de pilotos de rallies, incluyendo a pilotos como Nani Roma y Marc Coma.
Actualmente tiene una escuela de formación de pilotos de motocross y enduro en el municipio de Vic, Cataluña y es embajador del Rally de Fenek.

## Palmarés
- Tres veces campeón nacional de enduro (1986, 1988 y 1989).[7]
- Vencedor del Rally del Atlas en 1993 y 1994
- Vencedor del Master Rally (París-Moscú-Ulan Bator) en 1996
- Vencedor del UAE Desert Challenge en 1997
- 2.º en el Rally Dakar en 1994, 1995, 1996 y 2001; 3.º en 1992 y 1993
- 2.º en el Rally de los Faraones en 1990 y 1993

## Resultados

### Rally Dakar
| Año     | Clase | Vehículo | Posición | Etapas |
| ------- | ----- | -------- | -------- | ------ |
| 1988    | Motos | Merlin   | 31.º     | -      |
| 1989    | Motos | Suzuki   | Ret.     | -      |
| 1990    | Motos | Cagiva   | 7.º      | 2      |
| 1991    | Motos | Cagiva   | 5.º      | 2      |
| 1992    | Motos | Cagiva   | 3.º      | 1      |
| 1993    | Motos | Yamaha   | 3.º      | 6      |
| 1994    | Motos | Cagiva   | 2.º      | 6      |
| 1995    | Motos | Cagiva   | 2.º      | 1      |
| 1996    | Motos | KTM      | 2.º      | 3      |
| 1997    | Motos | KTM      | Ret.     | 1      |
| 1998    | Motos | KTM      | 6.º      | 1      |
| 1999    | Motos | KTM      | 4.º      | 1      |
| 2000    | Motos | KTM      | Ret.     | 1      |
| 2001    | Motos | KTM      | 2.º      | 1      |
| 2002    | Motos | KTM      | 7.º      | 1      |
| 2003    | Motos | BMW      | Ret.     | -      |
| 2011    | Motos | Honda    | 41.º     | -      |
| Fuente: |       |          |          |        |